# Kľačno
Kľačno (do roku 1948 Gajdel) je obec na Slovensku v okrese Prievidza v Trenčínském kraji ležící v severní části regionu Horní Nitra. V katastru obce je pramen řeky Nitra.
První písemná zmínka o obci je z roku 1413. Během represálií, které Němci po zatlačení Slovenského národního povstání do hor rozpoutali, byla obec vypálena.
V obci je římskokatolický kostel svatého Mikuláše z roku 1464, kaple Panny Marie z roku 1824 a kaple svatého Jana Nepomuckého z roku 1777.